# MORNING HEADLINE
MORNING HEADLINE（モーニング・ヘッドライン）は、2020年3月30日よりTOKYO FMをキー局とするJFN系列全国ネットで放送されている報道番組である。『ONE MORNING』に内包される形で放送されている。
本項では、『ONE MORNING』の7時台前半の全国ネット枠で放送される『リポビタンD TREND NET』（大正製薬提供）と『ONE MORE NEWS』についても一体的に取り扱うものとする。

## 概要
『ONE MORNING』が放送開始から2年目に入るに当たって、従来のエンタメ中心の番組構成からニュース報道に重点を置いた番組構成への変更に合わせてスタートしたコーナーである。同時に、月曜 - 木曜の7時台前半の全国ネット枠は『リポビタンD TREND NET』『ONE MORE NEWS』を含めて30分間のニュースコーナーとなった。
なお、金曜は番組構成が大きく異なるほか、7:20に別コーナーを放送する日もある。

## 内容
コメンテーターは、原則として月曜 - 木曜に生出演する。緊急ニュースや気象災害の話題、『ONE MORE NEWS』の特別企画などで別のゲストが出演する場合がある。

### MORNING HEADLINE
『ONE MORNING』開始時から放送されていた『BEHIND HEADLINE』からの流れを受け継いでいるニュースコーナーである。『BEHIND HEADLINE』では7時台の冒頭でオープニングテーマを流しながらパーソナリティによるトークを交えていたが、『MORNING HEADLINE』ではパーソナリティの挨拶の後に7時台のオープニングナンバーを流すシンプルな内容に変更した。金曜の冒頭部分は2022年10月よりパーソナリティの挨拶からすぐにニュースと天気予報の順で伝える形に変更された。
天気予報とニュースを伝えてから、最新ニュースの中からひとつ、コメンテーターが解説する。金曜の解説はゲストの専門家へ事前収録したものを放送する。なお、解説コーナーは約2分30秒と短いため、扱うテーマによっては手短に端折る場合がある。
2023年2月20日から同年3月31日までは、月曜 - 金曜の共通で7時台のオープニングテーマを一旦廃止して、冒頭でパーソナリティによるトークを少し挟んだ後で天気予報と花粉情報を挿入してからニュースを伝える形を取っていた。

### リポビタンD TREND NET
2019年4月の『ONE MORNING』開始と同時にスタートしたコーナー。前番組の『リポビタンD TREND EYES』では世の中をにぎわせているトレンドにフォーカスする内容だったのに対して、『TREND NET』ではスタート当初、知っておくべき注目のトレンドをネットメディアを発信する内側の人物がコメンテーターとして解説する形を取っていた。
その後、2020年4月にニュースコーナーとしてリニューアルしてからは、その日に注目すべきニュースをコメンテーターが解説する方式を取っている。金曜日は、2020年1月よりスポーツをキーワードにスポーツ関係者のコメントを交えながら紹介している。
パーソナリティによる注目ニュースへの感想（ユージの場合は『ユジコメ』）は、放送終了後にtwitterの番組公式アカウントにて紹介されるほか、スマートフォン向けアプリ『AuDee』にて音声コンテンツとして配信される。

### ONE MORE NEWS
2020年3月30日に開始したコーナーで、『MORNING HEADLINE』『TREND NET』で取り上げたニュースとは別に、気になるニュースをもう1つ取り上げてコメンテーターとともに掘り下げる。ITやテクノロジー関連のニュースを取り上げることも多く、その場合にはコメンテーターとは別の専門家がコメントすることが少なくない。
当初は月曜 - 木曜の放送だが、別のコーナーがある日は休止。

## パーソナリティ
『ONE MORNING』も参照

### 現行
いずれも月曜 - 金曜の出演
- ユージ（2021年4月 - ）
- 吉田明世（2021年4月 - ）

### 過去
- 鈴村健一（月曜 - 木曜、2019年9月までは金曜も出演）
- ハードキャッスル エリザベス（月曜 - 金曜）
- 山崎樹範（2019年10月 - 2021年3月の金曜）

## コメンテーター

### 現行
- 神庭亮介 - ダイヤモンド編集部 編集委員[3]（月曜・火曜）
  - 2020年11月3日 - 2021年3月30日は火曜コメンテーターとして出演、2021年4月1日 - 2022年3月31日は月曜 - 木曜を通して出演していた。2021年8月10日と2022年6月27日には、休演したユージに代わって『ONE MORNING』のパーソナリティを担当した。
  - 神庭が出演できない場合には、『BuzzFeed Japan News』記者・籏智広太が代理で出演していた（2021年5月5日、同年7月1日、同年8月25日に出演）。
- 塚越健司 - 社会学者、城西大学助教[4]（水曜・木曜）
  - 2022年4月6日より出演。2023年8月7日と8月8日は、休演の神庭亮介に代わって月曜・火曜のコメンテーターとして出演した。

### 過去
2020年4月以降に出演していたコメンテーターは太字で表示。2020年3月までは、原則として『リポビタンD TREND NET』のみに出演（ただし、扱うテーマによっては『BEHIND HEADLINE』や『ベスト3総研』に出演する場合あり）。
- 米重克洋 - JX通信社代表取締役（月曜、2019年4月1日 - 2021年3月29日）
- 古田大輔 - ジャーナリスト、BuzzFeed Japan創刊編集長・シニアフェロー→メディアコラボ代表（火曜、2019年4月2日 - 2020年10月27日）
- 米田智彦 - FINDERS創刊編集長（水曜、2019年4月3日 - 2019年4月24日）
- 城戸譲 - J-CASTニュース副編集長（水曜、2019年5月1日 - 2020年3月25日）
- 宇佐美典也 - 元経済産業省官僚、制度アナリスト（水曜、2020年4月1日 - 2021年3月31日）
- 鈴木円香 - ウートピ編集長（木曜、2019年4月4日 - 2019年5月30日）
- 加藤亘 - ねとらぼ編集長（木曜、2019年6月6日 - 2021年3月25日）
- 宮原俊介 - ガジェット通信編集主幹（金曜、2019年4月5日 - 2019年12月27日）